# 乙支文德

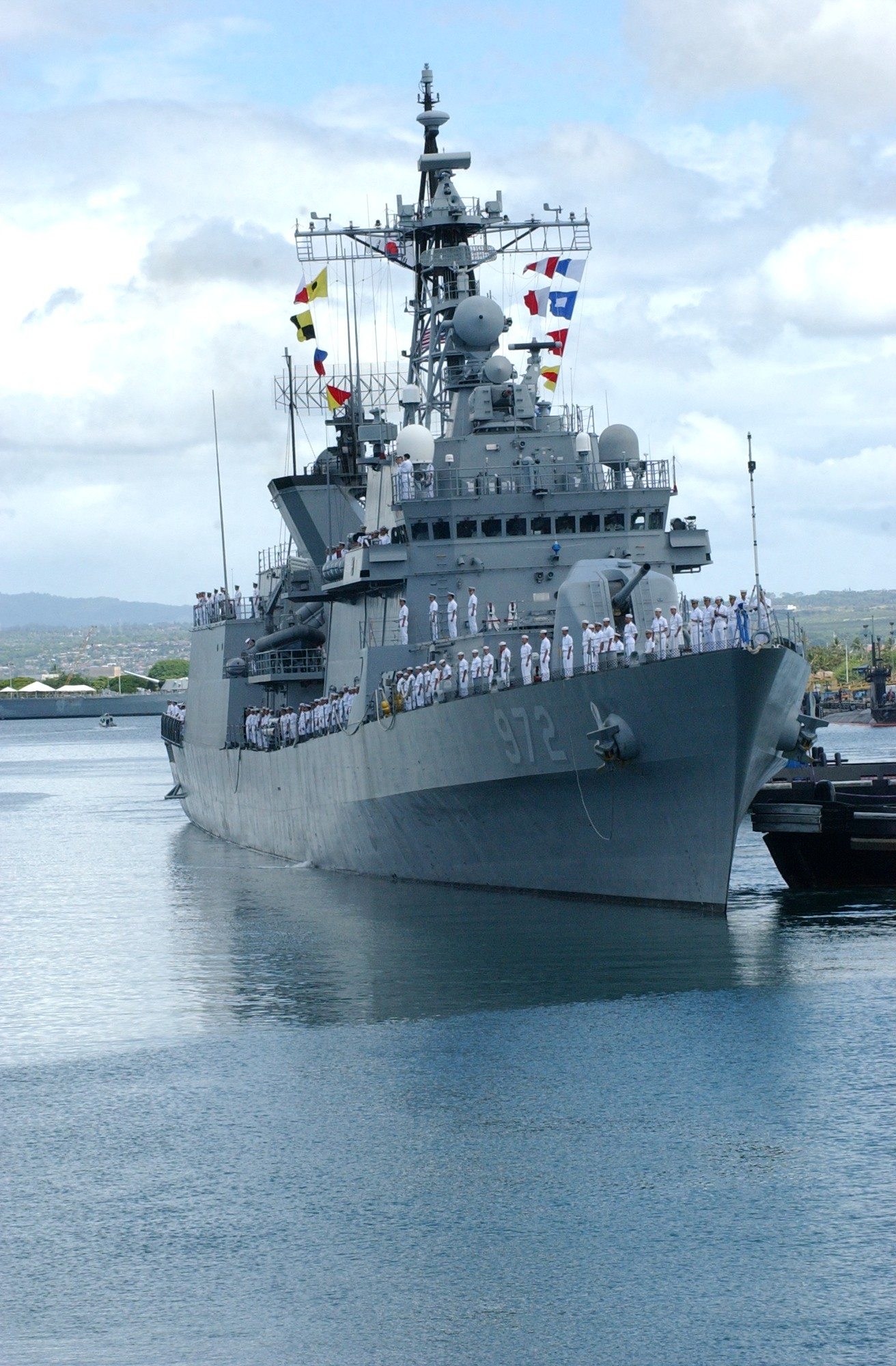
乙支文德號驅逐艦

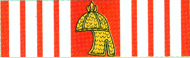
乙支武功勳章（을지무공훈장）

乙支文德（：／ Eulji Mundeok）是7世纪早期高句丽将领，朝鲜半岛最出色的军事家之一，依靠诈降对高句丽战胜隋帝國數十萬軍隊的入侵起到了关键的作用。乙支文德文武双全，同時為政治家，曾經担任高句丽宰相。他在击败隋帝國的入侵时给隋将于仲文所写的《遣隋将宇仲文》“神策究天文，妙算穷地理。 战胜功既高，知足愿云止。”是朝鲜半岛现存最早的诗词之一。

## 生平
乙支文德6世纪中期出生在石多山。那时的高句丽已经发展成为东北亚不可忽视的力量，经常与周边国家交戰。乙支文德在612年打败隋炀帝百万大军的入侵立下汗马功劳，被朝鲜半岛奉为抗击外来侵略的民族英雄。
部分近代學者認為乙支文德可能是鲜卑的後裔。

## 抵御隋朝入侵
612年，隋炀帝发百万大军侵略高句丽。面对隋前无仅有的庞大攻势，高句丽的将军乙支文德采取了反复请降的拖延战术与隋朝军队周旋了数月。在隋军回师的必经之地萨水（清川江），乙支文德命人筑坝蓄水。当隋朝军队过河之时，乙支文德下令开闸放水。大批隋军因此被水淹死。随后乙支文德带领早已埋伏好的高句丽军队对断粮多日的隋军队发动猛攻。
萨水之战的胜利在高句丽与隋的第二次战争中起了一定作用，但隋军战败的主要原因是后勤不济与将领轻敌。

## 轶话
隋炀帝的自大以及皇权和门阀世家的斗争是隋炀帝大军战败的关键性作用。金富轼在其所著的《三国史记》中也将高句丽击败隋炀帝大军的入侵归功于乙支文德。

## 評價
- 成海應：“余觀三國時人物, 新羅之金庾信, 百濟之成忠, 階伯, 句麗之戶來, 乙巴素, 乙支文德, 皆偏邦之秀傑者也. 句麗據有江外, 數與大國抗, 故武畧尤可稱.  當隋師之東也, 意欲蹴踏東方之諸部, 乙支文德一擧覆之, 豈不快哉. 贊曰.‘驪之方震, 乙支揭揭, 允文允武, 東部之傑. 隋主之狂, 有帥維述, 十道出師, 蔽于遼碣, 雖則有衆, 能不我甲. 潛以身誘, 莫我敢執. 蓄其虓怒, 戰必委甲, 驕師趨利, 謂麗易捷. 及夫力竭, 旋師以北, 雷霆在後, 奮迅以擊, 薩水之滸, 屍乃委積, 諸將逃命, 窘于鴨綠. 偉哉文德. 威猛火烈, 賴玆一人, 諸部俱活, 屹彼安市, 復奏偉績, 東夷之偏, 有此赫赫.’”（『硏經齋全集』 卷15, 贊, 乙支文德贊）

## 紀念
乙支文德长期以来一直是朝鲜半岛最著名的历史人物之一。高丽王朝显宗时期，平壤为乙支文德建有灵堂。乙支文德在朝鲜王朝时期是朝鲜半岛最为敬仰的历史人物之一，诸多朝鲜王朝的学者和官员对他进行赞扬。1680年，朝鲜肅宗为乙支文德又建了一个灵堂。直到今天乙支文德一直都被朝鲜半岛人视为抵御外来侵略的民族英雄。韩国首都首尔的乙支路就是以乙支文德的名字命名。韓國國軍第二高荣誉勳章「乙支武功勳章」亦為紀念乙支文德而名、韓國陸軍第12步兵師同樣以「乙支部隊」作為隊名。自1969年起，韩国先后以“乙支”、“乙支焦点透镜”和“乙支自由卫士”命名与美国共同举行的军事演习，亦源自乙支文德。由大宇重工建造，1997年10月下水的广开土大王级驱逐舰第二艘（舷號DDH-972），以乙支文德做為艦名。